# Дом Галиасгара Камала
Дом купца Хайбуллина (дом, в котором проживал Галиасгар Камал) в Казани расположен на улице Нариманова в Старой Татарской слободе в Вахитовском районе города.

## История
В конце XIX — начале XX в. в Казани проживал купец Садык Сахипович Хайбуллин (1840—1915 гг.), который сделал состояние на торговле меховыми изделиями. Он желал утвердить своё влияние в мусульманском обществе города, для чего решил возвести на месте старого татарского кладбища деревянную мечеть, а в ней поставить имамом близкого ему человека. Среди родственников купца не было никого, кто мог бы быть муллой, поэтому С. С. Хайбуллин решил выдать свою дочь Бибигайшу за Галиасгара Камалетдинова, который в то время был выпускником медресе Мухаммадия, обладал обширными знаниями в области шариата и уже был известен своими литературными опытами.
Согласившись жениться на Бибигайше, Галиасгар Камал категорически отказался стать священнослужителем, поскольку собирался работать на литературном поприще. Галиасгар Камал, его родители и купец Хайбуллин сошлись на том, что Камал станет хотя бы книготорговцем. В 1900 г. была сыграна свадьба, а в 1902 г. для дочери и зятя купец построил деревянный дом на Большой Мещанской улице (ныне — улица Нариманова), где в 1908 г. у них родился сын Анас Камал. В этом доме Галиасгар Камал прожил до самой своей смерти в 1933 г.
Дом сохранился до настоящего времени. По Постановлению Совета Министров Татарской ССР № 591 от 30.10.1959 г. дом, в котором проживал драматург Галиасгар Камал, был признан памятником истории местного значения. В соответствии с Приказом № 220 министра культуры Республики Татарстан А. М. Сибгатуллина от 02.04.2012 г. дом был утверждён как предмет охраны объекта культурного наследия.
К 2012 г. дом изрядно обветшал как снаружи, так и внутри, и был во многом утрачен первоначальный облик многих частей дома. В 2012 г. по заказу Министерства лесного хозяйства Республики Татарстан генеральным проектировщиком «Татинвестгражданпроект» были проведены историко-архивные исследования и разработана научно-проектная документация, по которым фирмой «Нурлатлес» была выполнена реставрация дома.
Дом купца Хайбуллина представляет собой двухэтажное полукаменное здание: прямоугольный сруб-пятистенок с горизонтальной обшивкой и двускатной крышей, выходящий тремя окнами на улицу Нариманова. Высокий цокольный этаж выполнен из кирпича и оштукатурен. Внутренняя планировка выполнена в татарских традициях: жилые помещения отгорожены от улицы, а вход в дом осуществляется со двора. В доме есть голландская печь. Ранее вход в дом имел резные деревянные ворота, ныне утраченные.
На стене дома закреплены информационные таблички, сообщающие о том, что в этом доме проживал Г. Г. Камал, и о проведённой реставрации.